# عبد الله بن ناصر بن خليفة آل ثاني
معالي الشيخ عبدالله بن ناصر بن خليفة بن احمد بن محمد الآحمد آل ثاني (مواليد 1960) سياسي قطري ، رئيس مجلس الوزراء وزير الداخلية الأسبق خلال الفترة 26 يونيو 2013 حتى 28 يناير 2020.  

## المؤهلات العلمية
- حاصل على درجة بكالوريوس علوم الشرطة من كلية درهام العسكرية في بريطانيا في عام 1984.
- حاصل على ليسانس حقوق من جامعة بيروت العربية في عام 1995.
- شارك في أكثر من 23 دورة تدريبية تأهيلية وتخصصية خارجية وداخلية.

## حياته العملية
بدأ عمله في وزارة الداخلية ضابطاً للدوريات بقسـم شرطة النجدة عام 1985.
نُقل إلى قوات الأمن الخاصة وعُين مساعداً لمدير الإدارة لشؤون العمليات، ثم مساعداً لمدير الإدارة، وتولى منصب مدير إدارة قوات الأمن الخاصة في 7 يناير 2002.
عُين قائداً لقوة الأمن الداخلي (لخويا) في 6 سبتمبر 2004.
وعينه الأمير الشيخ حمد بن خليفة آل ثاني وزير دولة للشؤون الداخلية وعضواً بمجلس الوزراء في 16 فبراير 2005.
مثّل قطر في الكثير من المؤتمرات والندوات والاجتماعات الإقليمية والدولية، ومنها ما تعلق بإعداد مشروع الاتفاقيات الأمنية لمكافحة الإرهاب في دول مجلس التعاون الخليجي، والمؤتمر الدولي الخاص بالأمن العام والإرهاب في نيويورك، والاجتماع التنسيقي لمعاهد منظمة المؤتمر الإسلامي لمكافحة الإرهاب الدولي، وبرنامج الحماية والأمن الوقائي بنيويورك، وترأس وفد قطر في المؤتمر الدولي لمكافحة الإرهاب في الرياض.
كما شارك في شارك ضمن فريق المختصين من وزارة الداخلية لدراسـة الاتفاقية الدولية المتعلقة بالإرهاب.
وترأس اللجنة الوطنية لمكافحة الإرهاب ومجلس إدارة نادي لخويا لكرة القدم، بالإضافة إلى رئاسة اللجنة الأمنية الخاصة بتنظيم قطر لكأس العالم 2022.

### رئاسة الوزراء
في 26 يونيو 2013 صدر أمر أميري بتعينه رئيساً لمجلس الوزراء ووزيراً للداخلية ، ليرأس أول حكومة في عهد الشيخ تميم بن حمد آل ثاني أمير دولة قطر.
في نوفمبر 2014م أطلق باكورة المناطق الاقتصادية الخاصة، بوضع حجر الأساس للمرحلة الأولى في منطقة راس بوفنطاس الاقتصادية الخاصة لقطاع التقنية والخدمات اللوجستية، كما افتتح في ديسمبر 2014م مؤتمر عالم الاتصالات.
واستمر في منصبه حتى قدم استقالته في 28 يناير 2020، وخلفه الشيخ خالد بن خليفة آل ثاني.

## الأوسمة التي حصل عليها
حصل الشيخ عبد الله بن ناصر آل ثاني على عدد من الأوسمة، منها:
الوسام الدولي للحماية المدنية بتاريخ 4 يونيو 2007.
وسام جوقة الشرف الفرنسي بتاريخ 19 نوفمبر 2009.
وسام الدرك الوطني الفرنسي بتاريخ 9 أكتوبر 2012
وشاح حمد بن خليفة بتاريخ 28 يناير 2020. 